# Volksstück

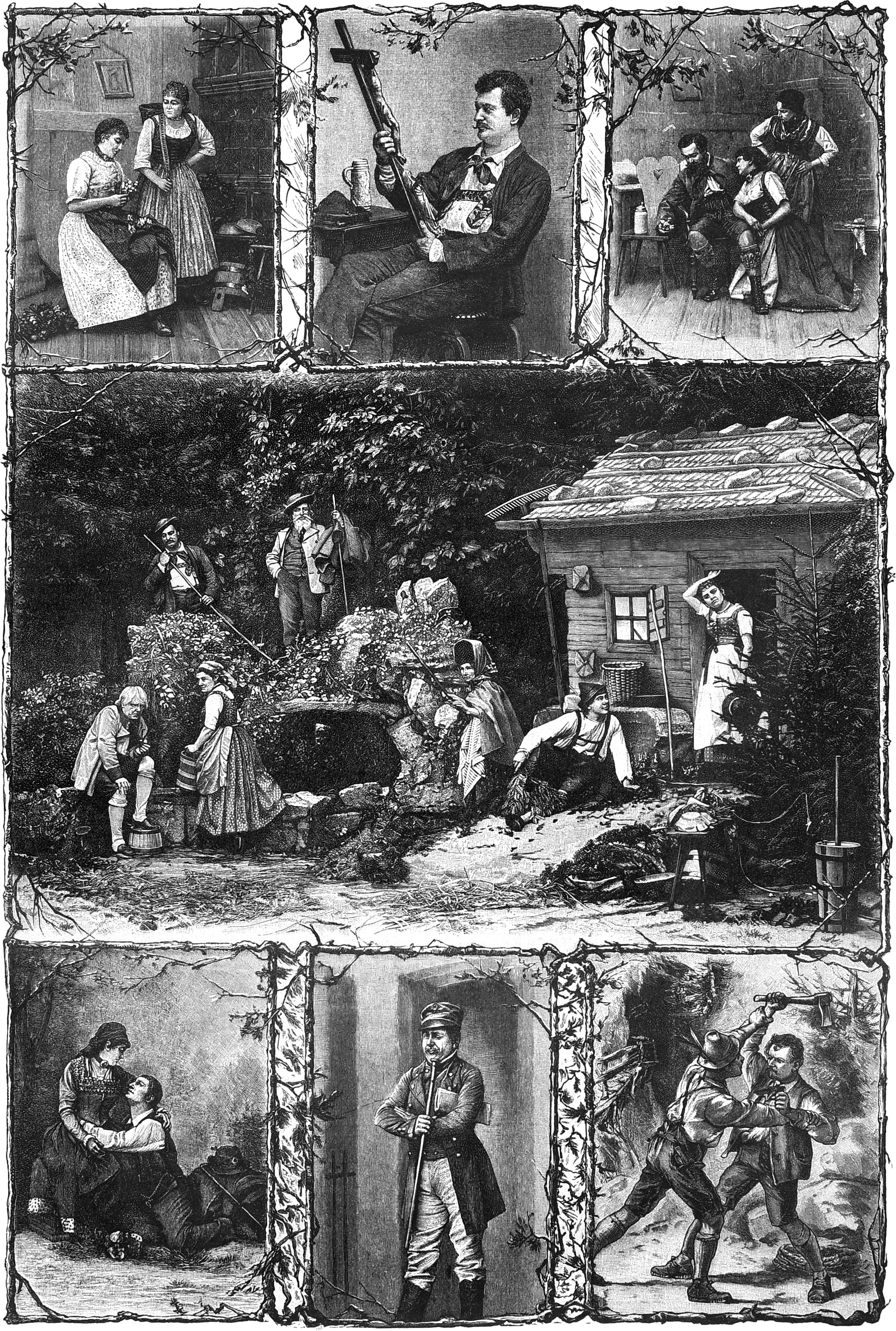
Szenen aus den Volksstücken bayerischer Autoren (1889).

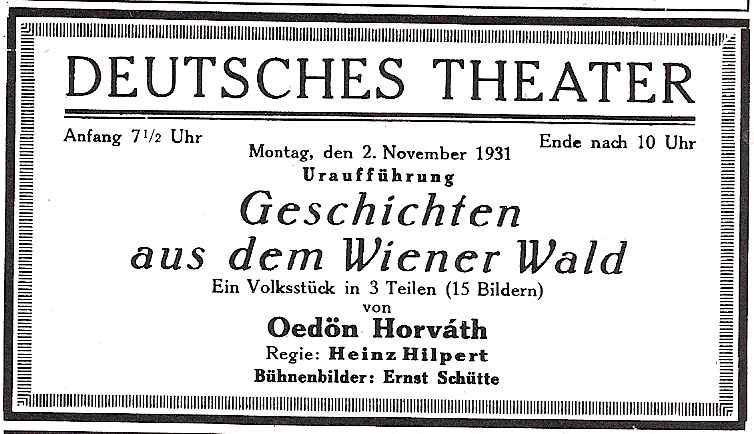
Ein Volksstück (1931)

Das Volksstück ist ein Theaterstück, das sich an ein breites Publikum richtet (ursprünglich das „gemeine Volk“ des 18. Jahrhunderts). Es ist eine Alternative zu den Komödien im barocken Hoftheater und ein Pendant zum bürgerlichen Trauerspiel.
Voraussetzung des Volksstücks ist die Literarisierung des Volkstheaters als Ablösung des Stegreifspiels. Alle Schauspieler mussten lesen können, um ihre Rollen zu lernen. Dies war etwa seit 1700 gegeben (siehe Deutsche Wanderbühne). Das Altwiener Volksstück entstand zu Beginn des 18. Jahrhunderts in den Wiener Vorstadttheatern, weitere charakteristische Ausformungen gab es seit Beginn des 19. Jahrhunderts in München, Hamburg und Berlin. 

## Gattung
Das Volksstück ist eine Gattung von Theaterstücken für nicht-höfische, meist privatwirtschaftliche Bühnen wie die Wiener Vorstadttheater und später das Königsstädtische Theater Berlin. Seine Handlung ist zumeist dem kleinbürgerlichen Alltag entnommen. Es enthält Musik, Gesang, Tanz und eindrückliche bühnentechnische Effekte. 
Seit dem Pariser Jahrmarktstheater hatte das Volksstück etwas tendenziell Aufsässiges oder Gesellschaftskritisches, weil es sich gegen die Theaterprivilegien der Hofbühnen durchsetzen musste, um denjenigen Bildung und Unterhaltung zu bieten, die dort keinen Zugang hatten. Das Verlangen nach Recht und das Aufbegehren gegen Unrecht war eines der Spannungsfelder, in dem sich die Angehörigen des Dritten Standes (und später der „kleine Mann“) bewegten und das sie von der ursprünglich lächerlichen Figur zum komischen oder tragikomischen Helden des Volksstückes machten (siehe Lustige Person). 
Das Volksstück ist nicht improvisiert wie die Stegreifkomödie, sondern literarisch fixiert. Meist ist es im Dialekt gehalten und mit lokalen Anspielungen versehen. 
Das Volksstück wird zumeist vom Bauerntheater (Volksschauspiel oder Dorfkomödie und Bauernschwank) in der Art des späteren 19. Jahrhunderts abgegrenzt. Die Literatur- und Theaterwissenschaft versteht unter „Volksstück“ eher die nichthöfischen, privatwirtschaftlichen Theaterproduktionen zwischen etwa 1780 und 1850 und ihre Reminiszenzen im subventionierten Schauspiel des 20. Jahrhunderts.

## Geschichte

### Ursprünge
Das deutschsprachige Volksstück beginnt mit den schriftlich fixierten Haupt- und Staatsaktionen seit dem Ende des 17. Jahrhunderts.
Zum Volksstück gehören ursprünglich alle Theaterstücke, die weder der Tragödie im Sinn der französischen Klassik, noch der ernsten Oper (Opera seria, Tragédie lyrique) oder dem höfischen Ballett zuzurechnen waren, also in denen keine aristokratischen Figuren in tragenden Rollen auftreten. Somit teilt sich das Repertoire in die gröberen Komödien, die man Possen nannte, die Pantomimen als getanzte Form der Commedia dell’arte und die ernsten, oft moralisierenden und vordergründig religiösen Moritaten oder Besserungsstücke. Um etwa 1800 kamen die großstädtischen Melodramen hinzu. Auch die vergröbernden Parodien und Travestien höfischer Stücke gehören zu den Volksstücken. Im Zentrum der früheren Volksstücke stehen oft komische Figuren wie der Hanswurst.
In den deutschsprachigen Städten, von denen Wien die größte war, begann sich das Theater, das sich nicht an den Höfen abspielte, im Lauf des 18. Jahrhunderts von den Märkten und Schaubuden in feste Theatergebäude zu verlagern. Dies war im Interesse der Zensur, die das kulturelle Geschehen damit besser beobachten konnte. Josef Anton Stranitzky bespielte etwa das Kärntnertortheater. Die heute als „Alt-Wiener Volkstheater“ bezeichnete Theatergattung entstand, etwa mit den Werken Philipp Hafners.

### Alt-Wiener Volkstheater
Im Zuge der josephinischen Reformen wurden seit den 1770er-Jahren Lizenzen für drei privatwirtschaftliche Vorstadttheater in Wien vergeben: das Theater im Freihaus auf der Wieden, das Theater in der Josefstadt und das Theater in der Leopoldstadt unter Karl von Marinelli. Die österreichische Tradition der „Reform von oben“ versuchte, die Bedrohungen der französischen Revolution abzuwenden, indem sich die Aristokratie um das „Volk“ bemühte und ihm Gelegenheiten zur Unterhaltung bot. Damit nicht improvisiert wurde, was der politischen Agitation einen Freiraum gegeben hätte, mussten die Theaterstücke vor der Premiere schriftlich zur Begutachtung eingereicht werden.
Die dortigen Produktionen wurden von dem Theaterwissenschaftler Otto Rommel „Alt-Wiener Volkskomödie“ genannt. Durch die obrigkeitliche Zensur war der Gesellschaftskritik auf der Bühne stets enge Grenzen gesetzt, und die Spaßkomik oder das naive Zauberspiel herrschten vor. Diese Theaterform hat nach Rommel mit den Autoren Karl Meisl, Adolf Bäuerle und Josef Alois Gleich nach den Befreiungskriegen zu Beginn des 19. Jahrhunderts einen Höhepunkt und mit Ferdinand Raimund und Johann Nestroy (Der böse Geist Lumpacivagabundus, Der Talisman, Einen Jux will er sich machen, Der Zerrissene etc.) gegen die Jahrhundertmitte eine Endzeit erlebt. Die Texte dieser Stücke verbreiteten sich im ganzen deutschsprachigen Raum, der kein mit Paris vergleichbares Zentrum hatte. In Berlin entstand ab 1824 mit dem Königsstädtischen Theater, für das Louis Angely oder Karl von Holtei Volksstücke schrieben, eine parallele Tradition.

### Melodram
Von der Literaturwissenschaft eher verschwiegen wurden die ernsten Volksstücke mit Kriminal-, Horror- und Abenteuerstoffen (Melodramen), die überaus populär waren. Sie stammten zumeist vom Pariser Boulevard du Temple her und verbreiteten sich über ganz Europa wie Der Hund des Aubry. Deutsche Übersetzungen oder Neuschöpfungen waren etwa Zacharias Werners Der vierundzwanzigste Februar, Karl von Holteis Lenore, die Lebensbilder von Friedrich Kaiser oder Ernst Raupachs Schauerstück Der Müller und sein Kind.

### Ideal und Wirklichkeit um 1850
Der Ausdruck „Volksstück“ taucht in Theaterkritiken nach der Märzrevolution von 1848 häufig auf und bezeichnet dort etwas Untergegangenes, schmerzlich Vermisstes, also eher eine Idealvorstellung als historische Wirklichkeit. Im Zuge der Urbanisierung nach der Jahrhundertmitte änderte sich das Theaterleben stark. Die drei Wiener Vorstadttheater waren zu vornehmen Häusern geworden, deren Eintrittspreise für das „Volk“ nicht mehr erschwinglich waren, sodass es auf neuere Theater wie das Fürst-Theater im Wiener Prater auswich, wo nicht das uralte Volksstück, sondern die modernen Music-Hall-artigen Attraktionen geboten wurden.
Otto Rommels Auffassung war noch stark von einem verklärten Bild des populären Theaters geprägt, das die Internationale Ausstellung für Musik- und Theaterwesen 1892 in der Wiener Rotunde gezeichnet hatte und in vielem nicht der historischen Wirklichkeit entsprach, aber erheblichen Einfluss hatte. Der Autor Adam Müller-Guttenbrunn hatte mit großer Medienwirkung einen Idealtypus des „volkstümlichen“ Theaters gezeichnet, der sich explizit gegen aktuelle Tendenzen, namentlich gegen die Operette, gegen tschechische Einflüsse und gegen die kulturelle jüdische Emanzipation richtete (Wien war eine Theaterstadt, 1880). Der Erfolg seines militanten Konservatismus führte zu Theaterneugründungen wie dem Raimundtheater und dem Kaiserjubiläums-Stadttheater (der heutigen Volksoper), in denen das Volksstück wieder gepflegt werden sollte. 
Mit diesem komplexen ideologischen Kontext, der in anderen deutschsprachigen Städten seine Parallelen hatte, setzt sich die heutige Volkstheater-Forschung auseinander. Der kommerzielle Charakter des frühen Volksstücks ist zum Beispiel oft verschwiegen worden, um es aufzuwerten. Dass die vorgebliche Naivität mit den Forderungen der Zensur zusammenhing, wurde ebenfalls bemäntelt. Außerdem wurden die Originalität und der literarische Wert des Volksstücks übermäßig betont, obwohl bei ihm musikalische, tänzerische oder bühnentechnische Attraktionen häufig im Vordergrund standen und es von französischen Vorlagen oft ohne erhebliche Änderungen übersetzt wurde. Zudem ist es eine Aufgabe der Forschung, die nach 1848 zugedeckten Rivalitäten zwischen Adel und Bürgertum offenzulegen.

### Ludwig Anzengruber
Ludwig Anzengrubers (1839–1889) realistisches Volksstück entstand eher aus dem Melodram als aus der Posse. Es führte Ende des 19. Jahrhunderts sowohl in eine bäuerliche Umwelt als auch dessen soziale Problematik vor. In einer Zeit, in der das Wiener Volksstück sich an neuere Theaterformen wie Operette und Vaudeville und neue Veranstaltungsrahmen wie die Singspielhallen anglich, wurde Anzengruber als Erneuerer eines „ernsthaften“ Volksstücks dargestellt. Er gilt als Schöpfer und Meister des realistischen österreichischen Volksstücks in bäuerlichem Milieu.
Anzengrubers Bühnendichtungen unterscheiden sich von denen Raimunds und Nestroys durch den tieferen seelischen Konflikt, durch die genaue Darstellung der sozialen und zeitgeschichtlichen Umstände und durch realistische Züge in der Gestaltung seiner Personen. Außerdem gibt er dem Volksstück auch ein tragisches Ende und verstößt damit gegen die Ständeklausel. Er ist Ankläger sozialer Missstände und Vorkämpfer der Freiheit, tritt für wahre Sittlichkeit, echte Frömmigkeit, wahre Humanität und Toleranz ein. Mit dem Drama Das vierte Gebot hatte Anzengruber den Höhepunkt seines Schaffens erreicht. Im Jahr darauf erhielt er zwar den Schillerpreis (1878), aber die wirkliche Anerkennung seiner dramatischen Werke kam erst, als man in ihm einen Wegbereiter des Naturalismus sah.

### 20. Jahrhundert
Während das bayerische Volksstück (Ludwig Thoma) mehr dem bäuerlichen Genrebild zuneigt, kann das psychologische Bauernstück Karl Schönherrs nur noch im weitesten Sinn als Volksstück bezeichnet werden. Eher nicht zum Volksstück rechnet man auch das moderne Boulevardstück.
Bertolt Brecht und Ödön von Horváth, aber auch Marieluise Fleißer und Carl Zuckmayer, später etwa Franz Xaver Kroetz versuchten im 20. Jahrhundert das Volksstück mit neuen Schwerpunkten zu beleben. Durch die gesellschaftlichen und politischen Veränderungen nach dem Ersten Weltkrieg wurde ein neuer Umgang mit dem Begriff „Volk“ gefordert. 
So richteten diese Autoren ihr Augenmerk zunehmend auf Themen wie soziale Entfremdung oder Kommunikations- und Sprachlosigkeit der Bürger. Sie bekämpften damit eine populärere Art des Volksstücks (wie sie etwa von Karl Schönherr vertreten wurde), die Stilmittel des Naturalismus verwendete, um mit archaischen Volksfiguren eine Mythisierung des Ländlichen zu betreiben, was der Blut-und-Boden-Ideologie der 1930er-Jahre entgegenkam.

## Zitate
„Das Volksstück ist für gewöhnlich krudes und anspruchsloses Theater (…) Da gibt es derbe Späße, gemischt mit Rührseligkeiten, da ist hanebüchene Moral und billige Sexualität. Die Bösen werden bestraft, und die Guten werden geheiratet, die Fleißigen machen eine Erbschaft, und die Faulen haben das Nachsehen. Die Technik der Stückeschreiber ist ziemlich international (...) Um in den Stücken zu spielen, muß man nur unnatürlich sprechen können und sich auf der Bühne in schlichter Eitelkeit benehmen.“

„Unterdessen sind dem Volksstück neue Kräfte zugewachsen (…) Das Volksstück schlägt um ins Antivolksstück. (…) Die alten Volksstückfiguren, der saftige Prachtkerl, die mannstolle Tochter, die heuchlerischen Honorationen lassen wie im Angsttraum sich wiedererkennen. (…) Die neue Geborgenheit, die da vorgestellt wird, explodiert und offenbart sich als Kleinhölle. Die heile Welt, von der die Ideologie faselt, mit dem schmiedeeisernen Aushängeschild vom Weißen Lamm und dem Giebeldach aus Märchenillustrationen, ist die des vollendeten Unheils, die Volksgemeinschaft der Kampf aller gegen alle.“